# Pedro Boucherie Mendes
Pedro Miguel Boucherie Cardoso Mendes (1970) é um jornalista e director de programas português.

## Biografia
Filho de Manuel Cardoso Mendes Atanásio (Cortiçô da Serra , 1927 - Lisboa, 15 de Julho de 1992), historiador de Arte, e de sua mulher Maria Josefa Godelieva Anna Boucherie, de origem belga, doutorada e professora de Línguas e Literatura Inglesa da Faculdade de Letras da Universidade de Lisboa, e irmão de Manuel Miguel Boucherie Cardoso Mendes, licenciado e professor assistente de Matemática Aplicada da Faculdade de Ciências da Universidade Lusíada.
Foi Diretor Coordenador dos Canais Temáticos da SIC e Diretor da SIC Mulher. Atualmente, é Diretor de Planeamento Estratégico e Conteúdos Digitais de Entretenimento da SIC e Diretor da SIC Radical.
Foi Diretor da FHM, Sub-Director da Maxmen e editor do caderno O Independente.
Foi sempre uma pessoa ligada à música e à rádio, sendo que em 2012 e 2013 participou semanalmente num programa da Antena 3, "Pedro e Inês", com Inês Meneses.
Entre Outubro de 2009 e Fevereiro de 2010 pertenceu ao painel de jurados do programa Ídolos, transmitido pela SIC, e ficou conhecido pela ironia e sarcasmo inerentes aos seus comentários, pelas piadas  e pela forma com que se dirigia aos concorrentes.
Casado com Teresa, é pai de Simão (1998) e Xavier (2005).